# Sauviat-sur-Vige
Sauviat-sur-Vige (tiếng Occitan: Sauviac) là một xã của tỉnh Haute-Vienne, thuộc vùng Nouvelle-Aquitaine, miền trung nước Pháp.